# Tuerckheimia robusta
Tuerckheimia robusta är en bladmossart som beskrevs av Richard Henry Zander 1993. Tuerckheimia robusta ingår i släktet Tuerckheimia och familjen Pottiaceae. Inga underarter finns listade i Catalogue of Life.